# ギョルケム・サーラム
ギョルケム・サーラム（Görkem Sağlam、1998年4月11日）は、ドイツ・ゲルゼンキルヒェン出身のサッカー選手。ギレスンスポル所属。ポジションはMF。